# Pacayacu
Pacayacu ist eine Ortschaft und eine Parroquia rural („ländliches Kirchspiel“) im Kanton Lago Agrio der ecuadorianischen Provinz Sucumbíos. Die Parroquia besitzt eine Fläche von 879,33 km². Die Einwohnerzahl lag beim Zensus im Jahr 2010 bei 8249. Für das Jahr 2020 wurde eine Einwohnerzahl von 10.753 prognostiziert.

## Lage
Die Parroquia Pacayacu liegt im Amazonastiefland an der kolumbianischen Grenze östlich der Provinzhauptstadt Nueva Loja. Der Río San Miguel fließt entlang der nördlichen Verwaltungsgrenze nach Osten und bildet dabei abschnittsweise die Staatsgrenze. Entlang der südlichen Verwaltungsgrenze fließt der Río Aguarico nach Osten. Der etwa 220 m hoch gelegene Hauptort Pacayacu befindet sich am Nordufer des Río Aguarico an der Fernstraße E15 (Nuevo Loja–Puerto El Carmen de Putumayo) 35 km ostsüdöstlich der Provinzhauptstadt Nueva Loja.
Die Parroquia Pacayacu grenzt im westlichen Norden an Kolumbien, im östlichen Norden an die Parroquia Santa Elena (Kanton Putumayo), im Osten an die Parroquias Sansahuari und Palma Roja (beide im Kanton Putumayo), im Südosten an die Parroquia Tarapoa (Kanton Cuyabeno), im Südwesten an die Parroquia Shushufindi (Kanton Shushufindi) sowie im Westen an die Parroquias Dureno und General Farfán.

## Orte und Siedlungen
Der Hauptort besteht aus 19 Barrios. Ferner gibt es im ländlichen Raum folgende neun Recintos: Río Pacayacu, Cristóbal Colón, Juan Montalvo, Puerto Nuevo, Chone Uno, Chiritza, Y de Harberth, 19 de Abril und La Granito sowie 58 Comunidades.

## Geschichte
Die Gründung der Parroquia Pacayacu wurde am 13. November 1991 im Registro Oficial N° 811 bekannt gemacht und damit wirksam.

## Ökologie
Der Südosten der Parroquia liegt innerhalb des Schutzgebietes Reserva de Producción de Fauna Cuyabeno.